# Neues vom Tage
Neues vom Tage (en alemany, Notícies del dia) és una òpera (lustige Oper) en tres parts amb música de Paul Hindemith i llibret en alemany de Marcellus Schiffer. Es va estrenar el 8 de juny de 1929, en el Teatre d'òpera Kroll de Berlín, sota la direcció musical d'Otto Klemperer.

## Història
L'òpera és una sàtira de la vida moderna, la celebritat i el matrimoni, i implica parodies tant de la música de Puccini com del cabaret berlinès. L'òpera es va fer famosa per una escena amb una soprano nua (Laura) que canta en el bany sobre les meravelles de la lampisteria moderna, encara que Hindemith la va reemplaçar amb el tenor (Hermann) en la versió revisada.
Després de la seva estrena l'any 1929, Hindemith va revisar l'òpera, canviant el text i afegint una mica de música nova, per al Teatr Sant Carlo de Nàpols el 7 d'abril de 1954. L'estrena nord-americana va ser el 1961, per l'Òpera de Santa Fe.

## Personatges
| Personatge                            | Tessitura    | Repartiment de l'estrena, 8 de juny de 1929 (Director: Otto Klemperer) | Versió revisada, 7 d'abril de 1954 (Director: Paul Hindemith) |
| ------------------------------------- | ------------ | ---------------------------------------------------------------------- | ------------------------------------------------------------- |
| Laura                                 | soprano      | Grete Stückgold                                                        | Mercedes Fortunati                                            |
| Eduard, espòs de Laura                | baríton      | Giuseppe Valdengo                                                      |                                                               |
| Hermann, un corresponent professional | tenor        | Erik Wirkl                                                             | Gino Sinimberghi                                              |
| Herr M, "Senyor M"                    | tenor        | Arthur Cavés                                                           | Alessandro Pellegrini                                         |
| Frau M, "Senyora M"                   | mezzosoprano | Sabine Kalter                                                          | Adamo                                                         |
| Baró de Houdoux, un emprenedor        | baix         | Dezső Ernster                                                          | Giuseppe Modesti                                              |
| Frau Pick, un reporter periodístic    | contralto    | Myriam Pirazzini                                                       |                                                               |
| Uli                                   | baix         | Fritz Krenn                                                            | Coriolano Jorio                                               |
| Director d'hotel                      | baix         | Gerardo Gaudiosi                                                       |                                                               |
| Donzella d'habitacions                | soprano      |                                                                        |                                                               |
| Guia                                  | baix         | Plinio Clabassi                                                        |                                                               |
| Cap de cambrers                       | tenor        |                                                                        |                                                               |
| Registrador                           | baix         | Giovanni Amodeo                                                        |                                                               |
| Primer mánager                        | tenor        | Nino Adami                                                             |                                                               |
| Segon mánager                         | tenor        | Silvio Santarelli                                                      |                                                               |
| Tercer mánager                        | tenor        | Gianni Avolanti                                                        |                                                               |
| Quart mánager                         | tenor        | Piero De Palma                                                         |                                                               |
| Cinquè mánager                        | baix         | Aldo Terrosi                                                           |                                                               |

## Enregistraments
Hindemith: Neues vom Tage - WDR Rundfunkorchester Köln
- Director: Jan Latham-König
- Cantants principals: Elisabeth Werres (Laura), Claudio Nicolai, (Eduard), Ronald Pries (Hermann) / Horst Hiestermann (Herr M), Martina Borst (Frau M), Oscar Garcia de Gracia (Director d'hotel), Arwed Sandner (registrador) / Celso Antunes (primer mánager, cap de cambrers), Wolf Geuer (segon mánager), Thomas Donecker (tercer mánager), Christoph Scheeben (quart mánager; guia), Dieter Gillessen (cinquè mánager), Heribert Feckler: baix (sisè mánager), Sabine Bitter (noies d'habitacions)
- Data de l'enregistrament: 1987
- Segell discogràfic: WERGO - 28 61922 (CD)